# Anagyrus amoenus
Anagyrus amoenus är en stekelart som beskrevs av Compere 1939. Anagyrus amoenus ingår i släktet Anagyrus och familjen sköldlussteklar.
Artens utbredningsområde är:
- Ghana.
- Elfenbenskusten.

Inga underarter finns listade i Catalogue of Life.